# SB 580
Az SB 580 egy hegyi pályai tehervonati szerkocsisgőzmozdony-sorozat volt a Déli Vasútnál (SB) a Brennerstrecke-ra.
Az SB 1912 és 1917 között 27 mozdonnyal biztosította a vasúton a szolgálatot. 1917-ben további négy mozdonyt rendelt, de csak 1920-ban szállította az elsőt a gyártó.
1922 a BBÖ még további hat mozdonyt vásárolt, így összesen 37 mozdony épült a típusból, amelyekből azonban az I. világháborút követő megosztás eredményeként, továbbra is csak 27 példány maradt a régi számozással Ausztriában.
Tíz mozdonyt Olaszország kapott meg, ahol az FS 482 sorozatot hozták létre belőlük. Öt ezek közül Jugoszláviába került tovább, ahol a JZ 145 sorozatba lettek beosztva.
A mozdonyokat Ausztriában még más vonalakon is használták (Semmeringi vasút, Arlbergbahn).
1939-ben mind a 27 mozdony a Német Birodalmi Vasúthoz (1920-1945) (DR) került és ott az 58 (901-927) sorozat és pályaszámokat kapták. 1953-ban 23 mozdony az ÖBB-nél 258 sorozatba lett beosztva, de pályaszáma utolsó három számjegyét megtartotta (901-907, 909-911, 913-918, 920-926).
Ezeket Villach, Miirzzuschlag, Lienz és Bruck an der Mur fűtőházainál használták.
1956-ban és 1959-ben összesen 13 mozdonyt a Görög Államvasutak adtak kölcsön, amelyek visszatértük után már nem lettek ismét forgalomba állítva.
Mivel a legfontosabb hegyi pályákat már villamosították és a mozdonyok kiöregedtek, már 1953-tól kivonták a forgalomból és selejtezték őket. 1964 a 258 902 (korábban 580,03) pályaszámút, mint a sorozat utolsó darabját megtartották a Vasútmúzeumnak.
Ez most egykori Déli Vasúti pályaszámával az 580,03-dal a Strasshofi Vasútmúzeumban található.

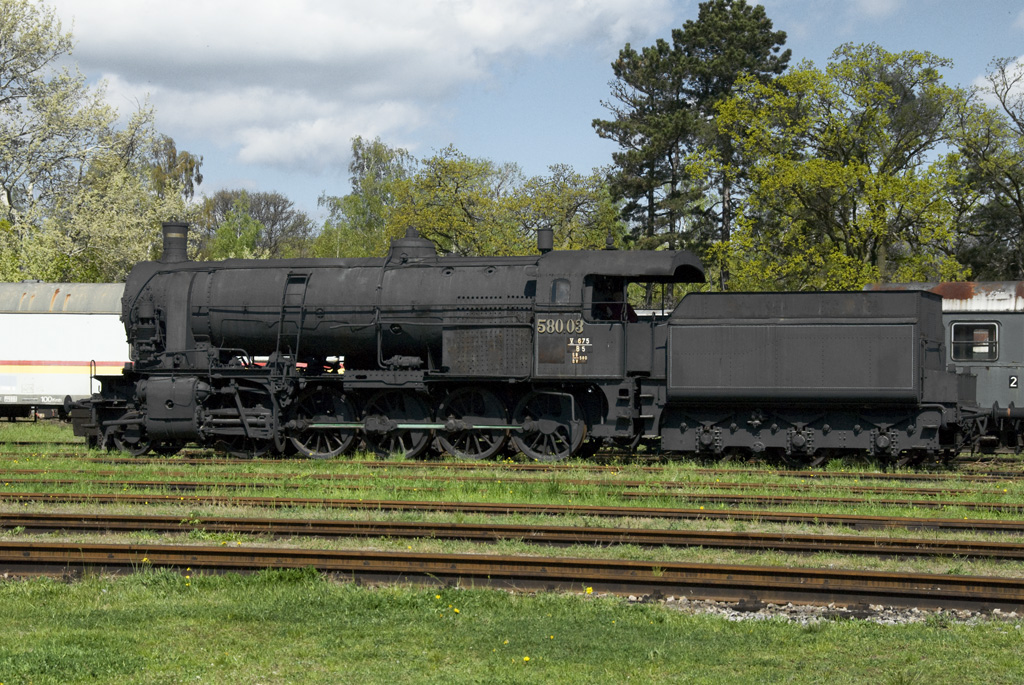
Az 580.03 Stra$hofban

## Fordítás
- Ez a szócikk részben vagy egészben  a   SB 580 című német Wikipédia-szócikk fordításán alapul.  Az eredeti cikk szerkesztőit annak laptörténete sorolja fel. Ez a jelzés csupán a megfogalmazás eredetét és a szerzői jogokat jelzi, nem szolgál a cikkben szereplő információk forrásmegjelöléseként.-Az eredeti szócikk forrásai szintén ott találhatóak.

## Külső hivatkozások
- A típus története számokban (német nyelven). [2014. március 19-i dátummal az eredetiből archiválva]. (Hozzáférés: 2014. március 19.)